# Pseudobracca picata
Pseudobracca picata là một loài bướm đêm trong họ Geometridae.